# 조주 (가수)
조주(1997년 ~ )는 대한민국의 가수다. 2017년 싱글 [Dairy]로 데뷔했다.

## 방송
- K팝 스타 3 (2013) - 본선 2라운드 탈락[2]
- 락쿵 (2022) - Top47[3]

## 음반
- Dairy (2017)
- 일기장 (2019)
- 봄비 (2020)
- 익숙함과 특별함 (2020)
- Find you (2021)
- 우리 삶의 끝에 (2021)
- 지도 (2021)
- 송리단길 피자집 (2022)
- 오늘은 달이 참 밝은 것 같죠 (2022)
- 424(사랑과 이별 사이에서) (2025)

## 공연
- 라일락 필 무렵 (2020)
- 먼데이프로젝트 IN 라이브클럽 [We are Alive] : 조주 (2021)
- 나만 알고 싶은 인디 Ep.11 조주＆정예원 콜라보 콘서트 (2022)
- Music Exhibition : 조주 단독 콘서트 (2022)

## 피처링
- HOO <하나뿐인 별이 될래요> (2021)